# Walter Dahn
Walter Dahn (8. října 1954 Tönisvorst – 11. listopadu 2024 Kolín nad Rýnem) byl německý malíř, fotograf a hudební umělec. Byl jedním z nejvýznamnějších představitelů Junge Wilden 80. let. Dahn učil malbu na Braunschweig University of Fine Arts.

## Život
Od roku 1971 do roku 1979 studoval Dahn na Düsseldorfské umělecké akademii, kde byl magisterským studentem Josepha Beuyse. Jeho prvními pracemi byly kresby a instalace v místnosti Raum 19 spadající pod akademii. Jeho tvorba se soustředila zejména na kresbu, fotografii a tvorbu videí a filmy ve formátu super 8. V letech 1979 až 1982 byl členem umělecké komunity Mülheimer Freiheit, do které patřili také Hans Peter Adamski, Peter Bömmels, Jiří Georg Dokoupil, Gerard Kever a Gerhard Naschberger. Mladí umělci sdíleli ateliér na dvorku na ulici „Mülheimer Freiheit“ v Kolíně nad Rýnem, která vede k Rýnu.
Průlom v jeho tvorbě přinesla výstava v galerii Torhaus „Wenn das Perlhuhn leise weint“ („Když perlička tiše pláče“). V roce 1981 byl zastoupen na výstavě Rundschau Deutschland. Od roku 1981 vydával nahrávky pod projektovými názvy „Die Partei“, „Die Hornissen“ a „#9 Dream“. V roce 1982 Dahn vystavil některá ze svých prací na documenta 7 v Kasselu. V letech 1983 a 1984 získal spolu s Dokoupilem pedagogické místo na Düsseldorfské umělecké akademii. Od roku 1996 byl profesorem na Vysoké škole výtvarných umění v Braunschweigu. Do roku 1984 vytvářel s Dokoupilem Gemeinschaftsbilder (Společné obrazy). V témže roce se zúčastnil výstavy Von hier aus – Zwei Monate neue deutsche Kunst in Düsseldorf. V období 2003/2004 byla jeho práce uvedena na výstavě Obsessive Malerei – Ein Rückblick auf die Neuen Wilden v Karlsruhe.
Walter Dahn žil a pracoval v Kolíně nad Rýnem, kde také zemřel 11. listopadu 2024 ve věku 70 let.

## Reprezentace a motivy
Motivy Waltera Dahna se zpočátku skládaly z figurativních zobrazení nebo metamorfóz. To mělo často za následek deformované lidské postavy. Jeho malba se navíc vyznačuje spontánností a redukcí na to podstatné, a proto vykazuje podobnosti s Beuysovými díly. Opakujícími se tématy v jeho dílech jsou bezmocní, nazí lidé nebo sny a přání, například návrat do přírody nebo lidské touhy a obavy.

## Sbírky
- Salto Mortale z roku 1984 v Neue Galerie Kassel

## Výstavy (výběr)
| Samostatné výstavy do roku 1994 - 1980: Galerie Paul Maenz, Köln - 1982: Galerie Max Hetzler, Stuttgart - 1983: Mary Boone Gallery, New York - 1985: Rheinisches Landesmuseum, Bonn (mit G. Dokoupil) - 1986: Kunsthalle, Basel - 1987: CCD-Galerie, Düsseldorf und im Neuer Aachener Kunstverein - 1989: Museum für Gegenwartskunst, Basel und im Kunstverein, München - 1990: Barbara Gladstone Gallery, New York - 1992: Kunstraum im PCC, Köln - 1994: Alles wird gut, Kunsthalle, Kiel Další výstavy a účast na výstavách - 1981: Mühlheimer Freiheit im Museum, Groningen - 1982: documenta 7, Kassel - Zeitgeist im Martin-Gropius-Bau, Berlin - Art Now, Tate Gallery, Londýn - 1984: von hier aus, Messehallen, Düsseldorf - 1985: Tiefe Blicke im Hessischen Landesmuseum, Darmstadt - Rheingold Pall. d’Exposizione, Turin - 1986: Sie machen was sie wollen – junge Rheinische Kunst, Sofia - 1987: Wechselströme im Kunstverein, Bonn - 1989: Zeitzeichen, Landesvertretung NRW, Bonn - Blickpunkte im Musée d’art contemporain de Montréal, Montreal - 1992: Auszeit der Demokratie, Köln-Kalk - 1993: Kunst im 20. Jahrhundert, Städtischen Galerie, Wolfsburg - 2000: Make my paper sound beim Kunstverein, Braunschweig - 2002: Wahnzimmer im Museum Folkwang, Essen - 2003: El Regreso de los Gigantes Museo Nacional de Arte Decorativo, Buenos Aires - Obsessive Malerei – Ein Rückblick auf die Neuen Wilden ZKM, Karlsruhe - El Regreso de los Gigantes Museu de Arte Moderna, São Paulo - Expressiv! Fondation Beyeler, Basel - 2004: Für die Konstruktion des Unmöglichen, European Kunsthalle, Köln - Stedelijk Museum Amsterdam at Usce Museum of Contemporary Art, Belgrad - Where are you standing? Kupferstichkabinett, Berlin - Relating to Photography Fotografie Forum international, Frankfurt - El Regreso de los Gigantes Museo Nacional de Bellas Artes, Santiago de Chile | - 2005: Stabile Seitenlage Neues Museum Weserburg, Bremen, im Kunsthaus, Dresden und, Galerie der Künstler, München - Modern Institute, Glasgow - Flashback Museum für Gegenwartskunst, Basel - hot needle (graphic works of the 1980s), City Gallery, Praha - State of the Art State of Sabotage, Wien - Exit – Ausstieg aus dem Bild ZKM, Karlsruhe - 2006: Deutsche Bilder aus der Sammlung Ludwig Ludwig, Galerie Schloss Oberhausen - 2007: Through the morning – Through the night im Künstlerverein Malkasten, Düsseldorf - Six Daze on the Road im Raum für Kunst und Musik, Köln - Die Kunst zu sammeln im Museum Kunst Palast, Düsseldorf - 2011: Aller Zauber liegt im Bild im Museum Würth, Künzelsau - Sigmar Polke Begegnungen, Klovenburg, Coesfeld - Fünf Freunde in Zürich im Schauort, Christiane Büntgen, Zürich - Remember what you saw Halle 10, Cap Cologne, Köln - MMK 1991–2011, 20 Jahre Gegenwart Museum für Moderne Kunst, Frankfurt/Main - I hate Paul Klee – Papierarbeiten und Künstlerbücher aus der Sammlung Speck im Leopold-Hoesch-Museum, Düren - The Silver Show – 25 Jahre NAK im Neuen Aachener Kunstverein, Aachen - 2008: Martian Museum of Terrestrial Art Barbican Art Gallery, London - Melancholie b-05. Centrum for Art and Design, Montabau. - 2010: Solaris, Figge von Rosen Galerie, Köln - La Bonne Horse. Klasse Walter Dahn. Bonner Kunstverein, in Kooperation mit der Städtischen Galerie Delmenhorst - About Today Städtische Galerie, Wolfsburg - 2012: the name is BURROUGHS im ZKM Karlsruhe - Wasserstandsmeldung – 20 Jahre Kunstmuseum Bonn, Bonn - Der Mensch und seine Objekte Museum Folkwang, Essen - 2013: the name is BURROUGHS, Deichtorhallen und der Sammlung Falckenberg, Hamburg - 2018/19: Die Erfindung der Neuen Wilden – Malerei und Subkultur um 1980, Ludwig Forum, Aachen Díla ve veřejných sbírkách - Sammlungen des Groninger Museums (Niederlande) - Neues Museum Weserburg, Bremen - Städtische Galerie Wolfsburg |

## Knihy a výstavní katalogy (výběr)
- Aspekte heutiger deutscher Kunst. Verein der Freunde der Neuen Galerie, Aachen 1983, DNB 840408382.
- mit Marcus Steinweg: The abandoned house. Salon-Verlag, Köln 1997, ISBN 3-932189-08-6.
- Spiritual America. König, Köln 1999, ISBN 3-88375-346-7.
- Goin’ back. Nassauischer Kunstverein, Wiesbaden 2001, ISBN 978-3-940099-19-8.
- Walter Dahn, Andreas Gehlen. Galerie Klein, Bad Münstereifel-Mutscheid 2002, DNB 965552381.
- Walther Dahn, about today – Photographie, Malerei, Skulptur. 1994–2009. König, Köln 2009, ISBN 978-3-86560-621-1.
- Walter Dahn, flowers & coffee. König, Köln 2011, DNB 1013654250.

## Hudební publikace (výběr)
- Helmut Zerlett, Walter Dahn: Rytmus a irelevance. Warner Music Německo, Hamburk kolem roku 1994, DNB 35524022X.
- Walter Dahn & Hornets: Med a špína. Dieter Hoff, Kolín kolem roku 2004, DNB 358918693.